# تيري كون
تيري كون (بالإنجليزية: Terri Conn)‏ هي ممثلة أمريكية، ولدت في 28 يناير 1975 في بلومنغتون في الولايات المتحدة.

## وصلات خارجية
- تيري كون على موقع IMDb (الإنجليزية)
- تيري كون على موقع قاعدة بيانات الفيلم (الإنجليزية)